# Ròchafòrt (Charanta Marítima)
Rochefort (occità: Ròchafòrt) és una comuna francesa, situada al departament de la Charanta Marítima i a la regió de la Nova Aquitània. L'any 2006 tenia 27.544 habitants.